# 玉之浦納の反乱
玉之浦納の反乱（たまのうらおさむのはんらん）は、玉之浦納が永正4年（1507年）に主君の宇久家に対して起こした一連の反乱。

## 宇久家の断絶の危機
五島の第9代領主宇久覚（うくさとる）には庶子はいたものの嫡子はなく、庶子を後継者にしようともしなかった。覚は阿野家の松熊丸を養子としてもらいうけた。家臣の中には不満に思う者もいたが、なんとか松熊丸を迎え、名を宇久勝と改め第10代領主を継承した。勝の懸命な統治のなかで、家臣間の不満も次第に薄れていった。実際、勝は名君に数えられる功績を残した。
玉之浦家は宇久家第3代宇久太の子玉之浦貞（ただす）から発する家柄であった。前文の危機のとき宇久本家の血を引く玉之浦家から君主を出せるかも知れないと思っていても不思議はなく、事実玉之浦家は漁業・貿易・塩などの事業で膨張し宇久本家の威光をしのがんばかりであった。玉之浦家の君主は納に至るまでこのこと深く感じていたことだろう。
納の反乱の原因はわかっていないが上記の事柄が深く起因していることだろうと推察される。

## 反乱
文亀2年（1502年）、この時の五島の当主は第15代宇久覚であった。この時期は玉之浦家が宇久家をしのぎ、懐柔策として、覚の娘を玉之浦納公に嫁がせて縁戚関係を結んでいる。この文亀二年に宇久家の方ではすでに玉之浦納の反乱を察知していた。しかし、未然に防ぐことはできなかった。
永正4年7月2日（1507年8月10日）、15代覚が没した。そして嫡子の囲が19歳で立った。玉之浦納は満を持して同年12月24日、反旗を翻した。囲は「義弟の身で不埒なり」とののしり、執権大久保日向家次に邀撃を命じた。大久保は反乱の一味である石田監物の館を強襲し討ち取り、宇久家将石田甚吉は上大津五社神社付近で吉田外記を討ち取った。しかし翌日には囲がこもる辰之口城を玉之浦納が包囲し攻撃を始めた。この攻防で玉之浦勢が明らかに優勢になり、落城は時間の問題になった。
落城寸前、囲は大久保日向家次を招いて言うには、「無念だがこれまでのようだ。お前は一刻も早く嫡男三郎と奥を伴い、城を脱出して平戸に走り舅弘定公を頼れ。三郎が無事成長した暁には、この地を再び取り戻し宇久家再興を図り、我が身の仇を報じよ」と。舅弘定公とは、平戸城主松浦肥前守弘定のことで、この人物の娘を娶ったのが囲であった。大久保は主君と最後をともにしたいといいはるが囲は許さず、大久保はなくなく奥方と三歳の三郎、乳母たませ、神官平田庄右衛門を伴い、夜陰にまぎれて裏山に潜んだ。
囲も城を八人の家臣と伴に脱出し、崎山、鐙瀬、黒島へと逃れ、最後は黒島で互いに刺し違えて果てた（別説：切腹）。
12月26日のことだった。
一方、大久保一行は裏山で大きな岩の陰に身を隠していた。大久保は大岩に祈り、叛徒の探索から逃れることに成功した（現在もこの大岩は崇められている）。大久保一行は大岩から天神崎の海岸へいきたまたま居合わせた弥惣右衛門親子の釣り船で、中通島の北にある小値賀島を目指した。乳母たませの父が寺の住職として小値賀島にいたからだ。真冬の荒海をこえ何とかたどり着き、乳母たませの父のところで数日休息し、それから平戸を目指したどり着いた。
弘定は嫡男（実は養子）興信に娘（奥方）と孫三郎の力になるよう頼んだ。これは、夫の仇を討つ武士社会の不文律のほかに、玉之浦納の下克上が下松浦党の間で結ばれた一揆契諾に反するからである。
永正12年6月15日（1515年7月26日）、弘定が逝去し、興信が24代当主として立った。ある時家臣の中に、「三郎君を亡き者にして、五島一円を松浦領にすべし」と言う者がいた。興信はこれに対して、「三郎は我が甥である。今若し三郎を殺すのは父の遺命にそむく事になるのではないか」といいその案を一蹴した。

## 玉之浦納の最期と宇久家再興
ところでこのころの五島はというと永正4年（1507年）から永正18年（1521年:8月に「大永」と改元する）の15年間は「五島の暗黒時代」とよばれ記録がないのである。従って玉之浦納の五島統治がどんなものであったか示す書物はない。しかし地域の伝承などでその様子をいくらかうかがうことができる。
戦勝した納は、福江に進出せず、大宝（納の根拠地）の笹海から見上げた丘のアクン泊に広壮な館を築いて威勢を示したらし。大久保日向家次は知行地である宇久島の平にある大久保郷に潜伏し、弘定や囲の室と連絡をとりながら三郎の成長を待った。浪々の身にある心ある家臣たちは、主家再興の誓をたて連判状に血判し、時節の到来を待った。
永正18年（1521年）、内応していた奈留集三郎から大久保に、「玉之浦納公、宇久家を滅ぼし自ら五島を統治せんとせしが、領民反逆者なりと信おかず。納公大宝館に起居し動かず、好機到来と見たり」との諜報がよせられる。
大久保は、急ぎ平戸に渡り松浦興信に面謁し、三郎を擁して兵を起こし、主君の仇を報じて主家再興を図る旨を告げ、助力を請うた。それに対し興信は快諾し大野源五郎定久を侍大将にし、馳走役糸屋宮内、目付け太田源五右衛門らを加え、手勢士卒100名、兵船30隻を貸し与え宇久島に集結させた。三郎は、大久保と伴に宇久島に入り旧家臣を集めつつ、自ら幼名を祖先から伝わる次郎三郎とし、名を盛定と改名した（宇久家始祖平家盛より「盛」、松浦弘定より「定」）。
永正18年4月1日（1521年5月7日）、宇久次郎三郎盛定率いる235名の軍勢は宇久島を出発した。久賀島の田之浦瀬戸で隊を二分し、岐宿の西津上陸後陸路で大宝を目指す部隊と盛定自身が率いる直接海路で大宝をつく部隊にわけた。陸路部隊は各地で旧家臣が合流し膨れていった。両隊とも夜陰に紛れ大宝に接近し同時に討ち入った。この際、玉之浦納に不満を持つ48人の玉之浦郷士も一緒に討ち入っている。
玉之浦大宝勢は地の利をもって頑強に抵抗したがやがて敗走した。玉之浦納は側近14人と三井楽へとおち、嵯峨の島に逃れたが盛定の猛追に諦め、ついに自刃した。
納の奥方は盛定の父、囲の妹であるが、夫納を追い、納自刃の報を聞くと三井楽で自刃した。その奥方を助けようとして大久保家次とその息子は納の手勢に囲まれ、主家再興目前にして落命した。納以下14名は、丹奈のはまで曝し首にされ、遺骸は終焉の地嵯峨の島雌岳の山ろくの小野神社に祭られた。
現在でも玉之浦町の西方寺では「たまんなさま」とあがめ、毎年命日に供養している。